# لورنس هوب
لورنس هوب (بالإنجليزية: Laurence Hope)‏ هو رسام أسترالي، ولد في 9 مارس 1927.